# Мечислав Стахевич
Мечислав Юзеф Стахевич (пол. Mieczysław Józef Stachiewicz; 21 травня 1917, Варшава — 30 квітня 2020, Лондон) — польський архітектор та військовий пілот, полковник авіації. Кавалер ордена Білого Орла.

## Біографія
Син генерала Юліана Стахевича, офіцера Польських легіонів і соратника Юзефа Пілсудського, та Марії, уродженої Савицької. Після закінчення початкової школи з 1927 по 1931 рік навчався у Державній гімназії імені Стефана Баторія у Варшаві. У 1931 році вступив до Кадетського корпусу №1 у Львові, де в 1937 році склав випускні іспити.
21 вересня 1937 року вступив до лав Польської армії та розпочав навчання на дивізійних курсах кадетів-офіцерів запасу 21-ї повітряно-десантної бригади при 4-му Підгальському стрілецькому полку в Цешині. З січня 1938 року навчався в Кадетській школі офіцерів запасу в Дембліні. Пройшов базову льотну підготовку на літаках Bartel BM-4, PWS-16 та PWS-26. Він закінчив навчання 15 жовтня 1938 року в званні запасного курсанта-сержанта з мобілізаційним призначенням до 4-го полку Повітряних сил у Торуні. У 1938 році він також розпочав навчання на архітектурному факультеті Варшавського політехнічного університету. Він встиг закінчити перший курс до початку Другої світової війни. 22 серпня 1939 року його призвали до 4-го полку Повітряних сил у Торуні на літні навчання, призначили до навчальної ескадрильї та негайно мобілізували. 27 серпня він отримав наказ летіти до Слоніма на RWD-8 (одному з цивільних літаків, евакуйованих з Бидгоща, Грудзьондза, Іновроцлава та Рум'ї через Торунь до Східної Польщі).
У вересні 1939 року він брав участь в оборонній війні. Після вторгнення радянських військ йому було наказано перетнути кордон з Румунією, де його інтернували в Калафаті. Після успішної втечі в січні 1940 року він дістався Франції та був евакуйований до Великої Британії в червні того ж року. Його направили на базу Польських ВПС у Блекпулі. У 1941 році, після завершення пілотної підготовки, його підвищено до звання підпоручника. Потім він проходив тренування у 18-му оперативному навчальному підрозділі на бомбардувальниках Vickers Wellington. У квітні 1942 року його екіпаж був призначений до 301-ї бомбардувальної ескадрильї. У ніч з 5 на 6 травня 1942 року він виконав свій перший бойовий виліт як другий пілот (над Штутгартом). У ніч з 3 на 4 червня того ж року він виконав свій перший бойовий виліт як другий пілот (над Дьєппом). Він виконував бойові вильоти (загалом 33, включаючи 5 перерваних з технічних причин) до листопада 1942 року в рамках бомбардувань Німеччини та Італії. Після цього йому надали відпустку та направили до Польської школи архітектури при Ліверпульському університеті, яку закінчив у 1946 році. У 1948 році він був демобілізований у званні лейтенанта. Пізніше його підвищено до полковника. Він залишився у Великій Британії, де працював архітектором. Працював у різних підприємствах та місцевих органах влади, а також мав власну професійну практику. У 1949 році він отримав британське громадянство та вийшов на пенсію у 1980 році.
Активний член польських організацій, зокрема Польської асоціації льотчиків та Асоціації львівських кадетів маршала Юзефа Пілсудського. З 1981 року він був членом Інституту Юзефа Пілсудського в Лондоні, обіймаючи посаду віце-президента з 1983 по 1984 рік, а з 1984 року — президента. Він опублікував свої мемуари в книгах «Воєнні спогади» (Варшава, 2003) та «Мої перші дев'яносто років: Спогади» (Варшава, 2008).
У 2017 році він отримав почесну відзнаку «Сині крила», присуджену редакцією «Skrzydlata Polska» та Радою Національної авіаційної ради; відзнаку було вручено у 2018 році на POSK у Лондоні.

## Нагороди

### Польща

#### Цивільні
- Орден Відродження Польщі
  - лицарський хрест (1987)[6]
  - офіцерський хрест (1990)[7]
  - командорський хрест (2005)[8]
- Орден Білого Орла (2017) — «на знак визнання видатного внеску у незалежність Республіки Польща, за культивування пам'яті про новітню історію Польщі та за діяльність на благо польської діаспори.»[3]
- Медаль «Pro Bono Poloniae» (2019)[9]

#### Військові
- Virtuti Militari, срібний хрест (№8212)[1]
- Хрест Хоробрих — нагороджений тричі[1].
- Повітряна медаль[1]
- Польовий знак пілота (№1132)[1]
- Почесний знак та пам'ятна медаль «Зберігач традицій, слави та репутації польської зброї» (2007)[10]

### Велика Британія
- Зірка 1939—1945[1]
- Зірка льотних екіпажів у Європі[1]
- Медаль війни 1939—1945[1]
- Зірка Франції та Німеччини